# Liste des genres de Bambuseae

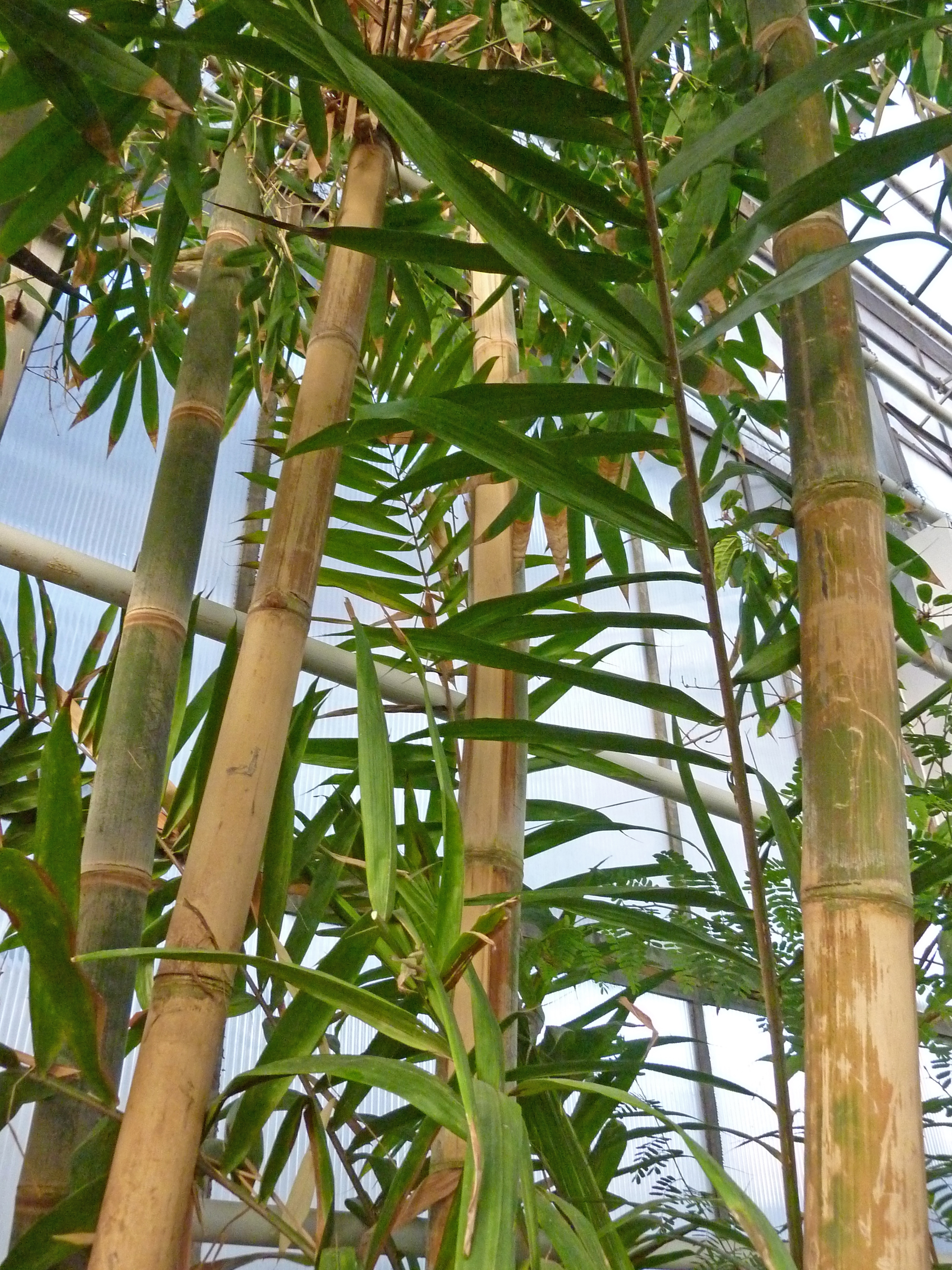
Bambusa vulgaris.

La liste des genres de Bambuseae se compose de 68 genres répartis en sept sous-tribus. La tribu des Bambuseae Kunth ex Dumort. [1829] regroupe environ 900 espèces de bambous ligneux des régions tropicales et subtropicales.
Selon une classification phylogénétique des Poaceae établie en 2015, les sous-tribus des Melanocanninae (95 espèces), Hickeliinae (38 espèces), Racemobambosinae (19 espèces) et Bambusinae (368 espèces) forment un clade distribué en Eurasie et en Australasie, ou en Afrique, et ont un ancêtre commun avec les sous-tribus des Arthrostylidiinae (167 espèces), Guaduinae (41 espèces) et Chusqueinae (165 espèces) distribuées dans l'hémisphère occidental, principalement en Amérique du Sud et en Amérique centrale. 

## Liste des genres par sous-tribus

### Arthrostylidiinae
La sous-tribu des Arthrostylidiinae Soderstr. & R.P. Ellis [1987] comprend 14 genres : Actinocladum, Alvimia, Arthrostylidium, Athroostachys, Atractantha, Aulonemia (syn. – Colanthelia, Matudacalamus), Cambajuva, Didymogonyx, Elytrostachys, Filgueirasia, Glaziophyton, Merostachys, Myriocladus, Rhipidocladum. 

### Bambusinae
La sous-tribu des Bambusinae J. Presl [1830] (syn. – Dendrocalaminae Benth. [1881]) comprend 29 genres : Bambusa (syn. – Dendrocalamopsis, Neosinocalamus), Bonia, Cyrtochloa, Dendrocalamus (syn. – Klemachloa, Sinocalamus), Dinochloa, Fimbribambusa, Gigantochloa, Greslania, Holttumochloa, Kinabaluchloa, Maclurochloa, Melocalamus, Mullerochloa, Nianhochloa, Neololeba, Neomicrocalamus, Oreobambos, Oxytenanthera (syn. – Houzeaubambus?), Parabambusa, Phuphanochloa, Pinga, Pseudobambusa, Pseudoxytenanthera, Soejatmia, Sphaerobambos, Temburongia, Temochloa, Thrysostachys, Vietanamosasa

### Chusqueinae
La sous-tribu des Chusqueinae Soderstr. & R.P. Ellis [1987] (syn. – Neurolepidinae Soderstr. & R.P. Ellis [1987]) comprend 1 genre : Chusquea (syn. – Neurolepis, Platonia, Rettbergia, Swallenochloa). 

### Guaduinae
La sous-tribu des Guaduinae Soderstr. & R.P. Ellis [1987] comprend 5 genres : Apoclada, Eremocaulon (syn. – Criciuma), Guadua, Olmeca, Otatea. 

### Hickeliinae
La sous-tribu des Hickeliinae A. Camus (syn. – Nastinae Soderstr. & R.P. Ellis [1987]) comprend 8 genres : Cathariostachys, Decaryochloa, Hickelia (syn. – Pseudocoix), Hitchcockella, Nastus (syn. – Oreiostachys), Perrierbambus, Sirochloa, Valiha.

### Melocanninae
La sous-tribu des Melocanninae Benth. [1881] (syn. – Schizostachydinae Soderstr. & R.P. Ellis [1987]) comprend 10 genres : Cephalostachyum, Davidsea, Dendrochloa, Melocanna, Neohouzeaua, Ochlandra, Pseudostachyum, Schizostachyum (syn. – Leptocanna), Stapletonia, Teinostachyum. 

### Racemobambosinae
La sous-tribu des Racemobambosinae Stapleton [1984] comprend 1 genre : Racemobambos s.s.